# Louis Faidherbe

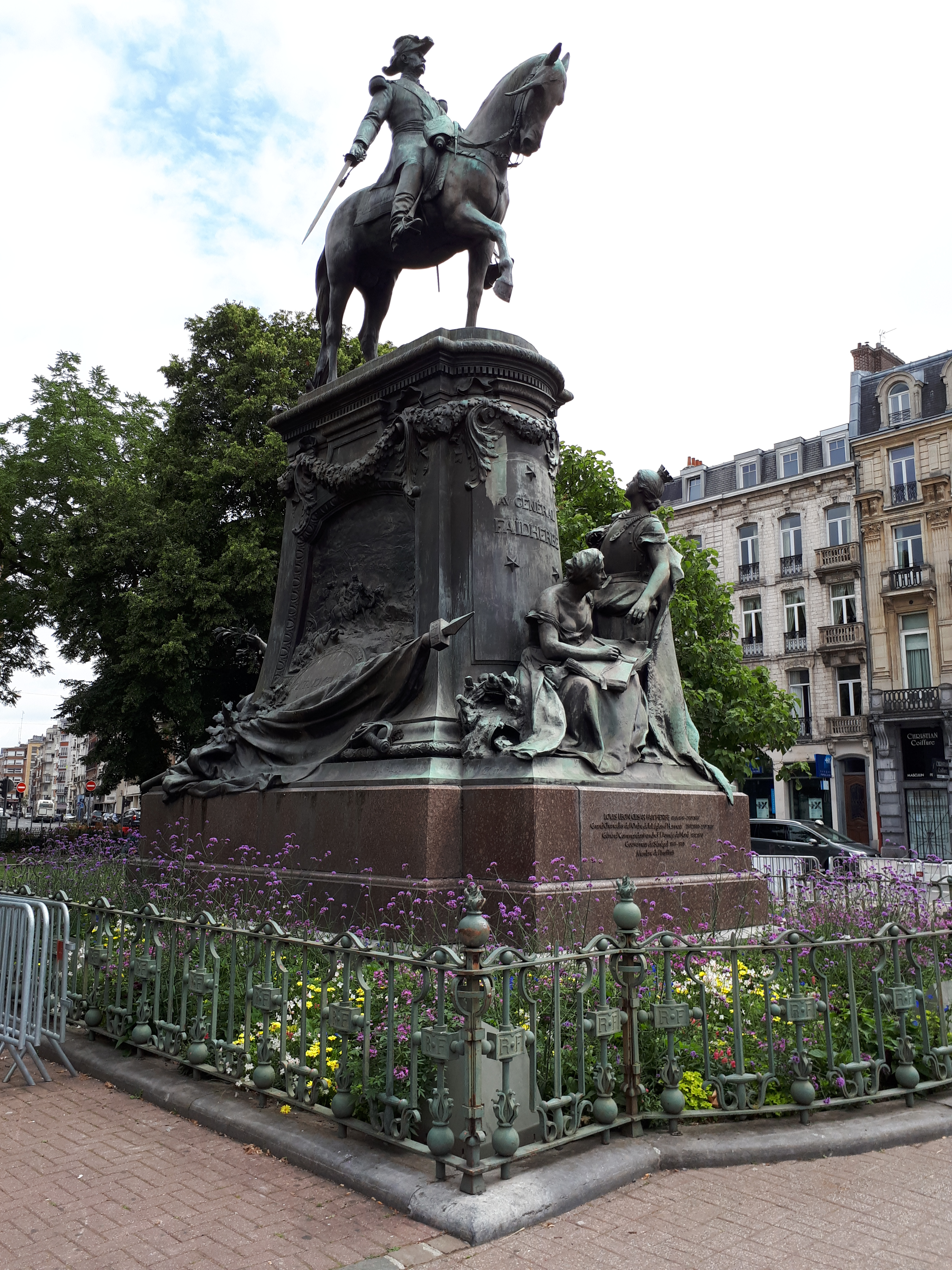
Pomnik Louis Faidherbe’a w Lille

Louis Léon César Faidherbe (ur. 3 czerwca 1818 w Lille, zm. 29 września 1889 w Paryżu) – francuski generał, gubernator Senegalu w latach 1854–1861 oraz 1863–1865. Twórca jednostki wojskowej znanej jako Senegalscy Tyralierzy.